# Todowie

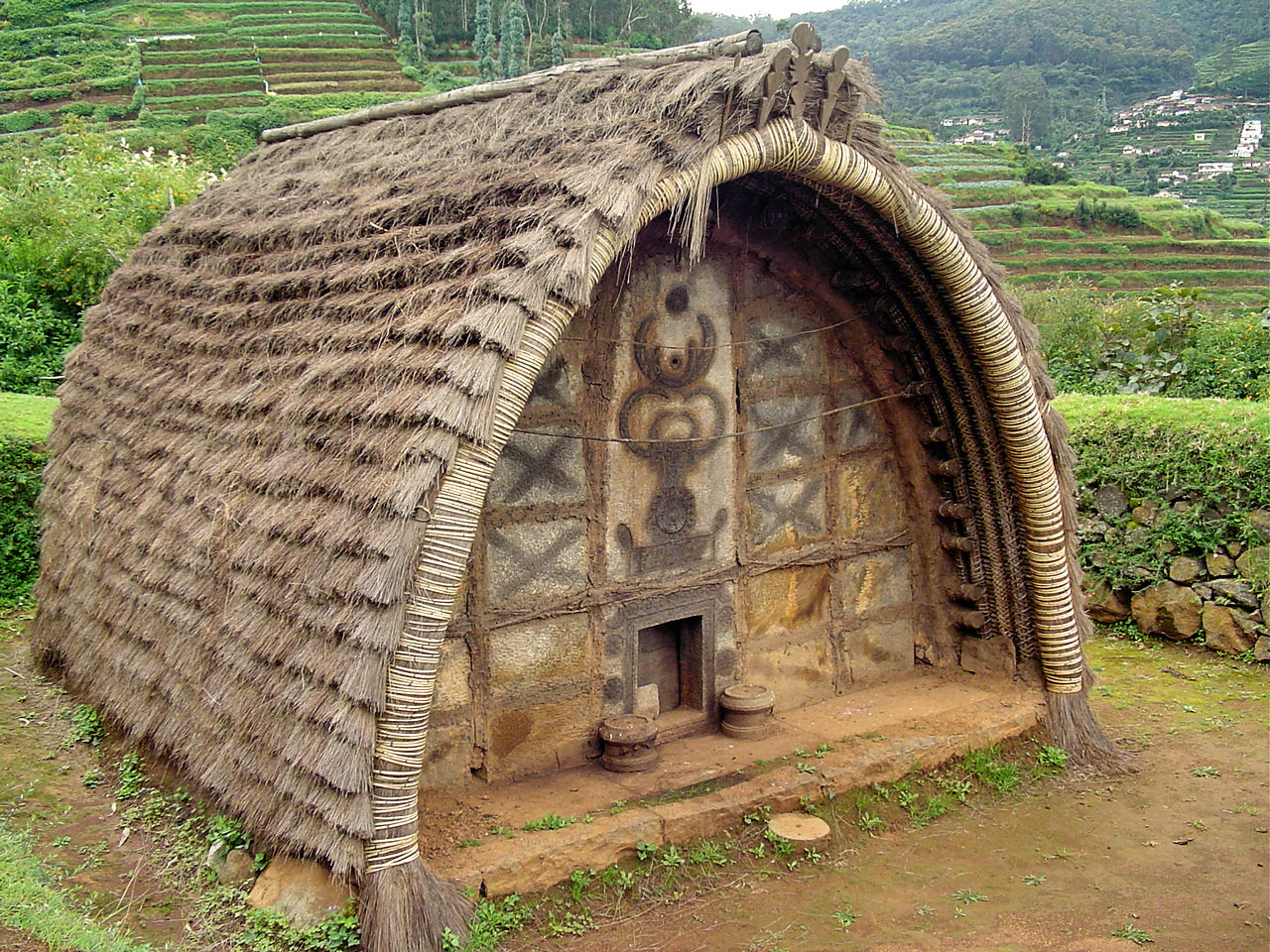
Chata Todów w górach Nilgiri

Todowie (Toda) – grupa etniczna w południowych Indiach, zamieszkująca głównie góry Nilgiri w stanie Tamilnadu. W latach 80. XX wieku liczebność Todów oszacowano na ok. 1 tys. osób.
Todowie posługują się językiem toda z rodziny drawidyjskiej, jednak antropologicznie bliżsi są ludom indoeuropejskim. Zamieszkują wioski położone na wysokości około 2 tys. m n.p.m., powyżej granicy lasów tropikalnych. Ich tradycyjnym zajęciem jest wypas bawołów.
Struktura społeczna Todów opiera się na endogamicznych klanach, złożonych z egzogamicznych lineaży. Do niedawna Todowie praktykowali poliandrię.